# Campoussy
Campoussy település Franciaországban, Pyrénées-Orientales megyében. Lakosainak száma 42 fő (2022. január 1.). Campoussy Sournia, Trévillach, Tarerach, Arboussols és Eus községekkel határos.

## Földrajz

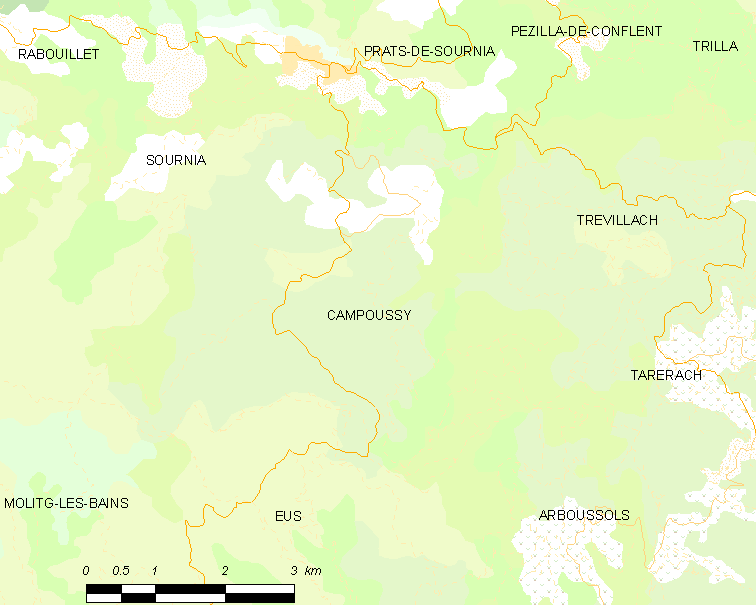
Campoussy és környéke

## Népesség
A település népességének változása:
| Lakosok száma | 44   | 39   | 37   | 38   | 40   | 41   | 41   | 42   |
|               | 2013 | 2015 | 2017 | 2018 | 2019 | 2020 | 2021 | 2022 |